# 里哈利西克
50°42′34″N 27°49′12″E / 50.70944°N 27.82000°E
里哈利西克（烏克蘭語：Рихальське），是烏克蘭北部的村莊，隸屬日托米爾州的茲維亞赫爾區。該村面積2.14平方公里，海拔高度222米，2011年人口1,375，人口密度每平方公里642.52人。